# Rimac Automobili
Koordinaten: 45° 48′ 3,2″ N, 15° 47′ 31,6″ O
Rimac Automobili [ˈrǐːmats automobǐːli] mit Sitz in Sveta Nedelja bei Zagreb in Kroatien ist ein kroatischer Automobilhersteller, der elektrische Supersportwagen, Antriebe und Batteriesysteme entwickelt und herstellt. Das Unternehmen wurde 2009 von Mate Rimac gegründet. Rimac befindet sich im Besitz der Bugatti Rimac d.o.o.
Rimacs erstes Modell, das Concept_One, ist bekannt als das weltweit schnellste serienhergestellte Elektrofahrzeug. Die Hochleistungsfahrzeuge baut und vermarktet Rimac unter eigenem Namen, außerdem entwickelt und stellt das Unternehmen auch Batteriesysteme, Antriebe und komplette Fahrzeuge für andere Unternehmen her (zum Beispiel Applus+ IDIADA Volar-E). Auf dem 88. Genfer Auto-Salon im März 2018 stellte das Unternehmen sein zweites Modell als C_Two vor. Das auf ihm basierende Serienmodell Nevera wurde im Juni 2021 präsentiert.

## Geschichte

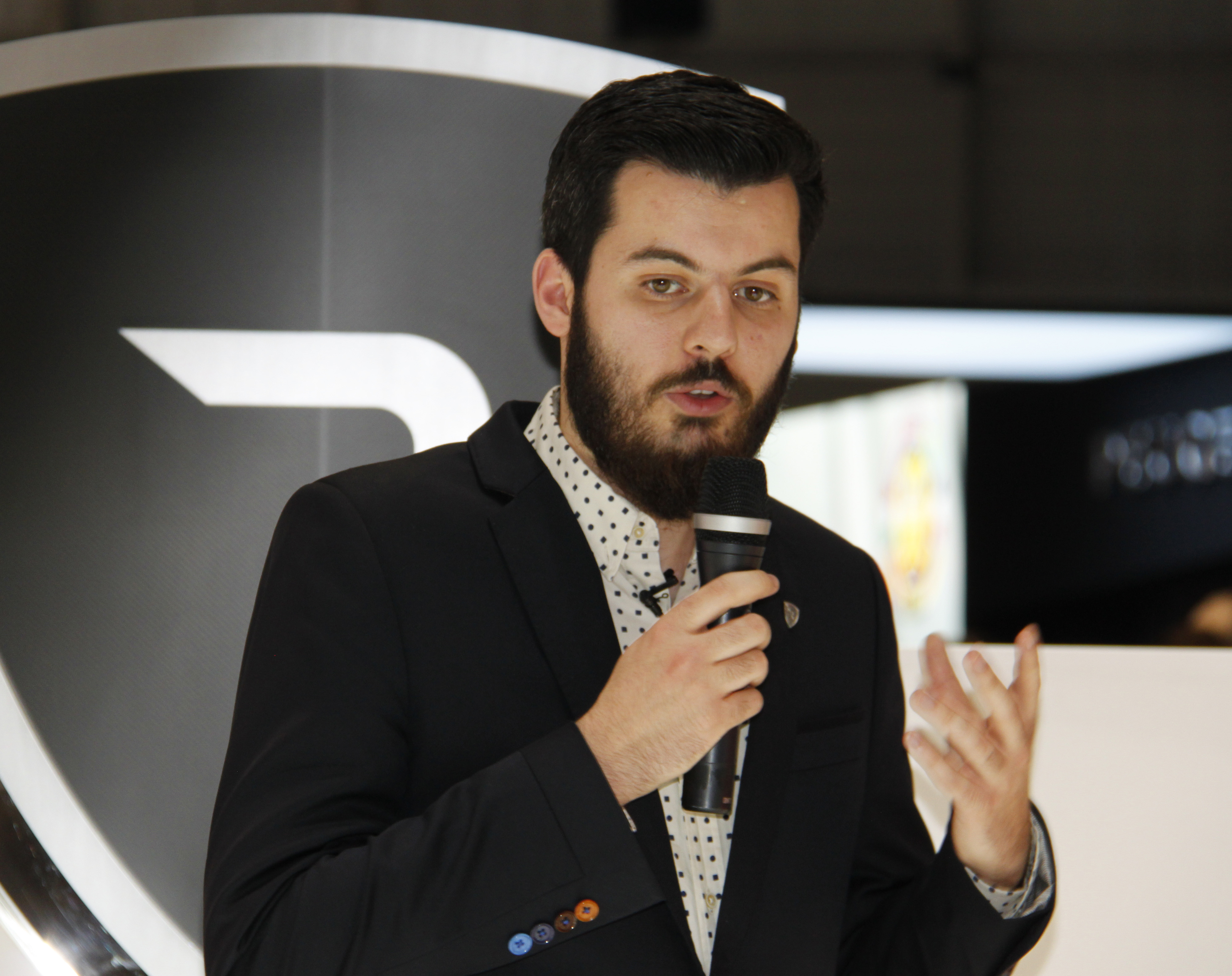
Mate Rimac

Der Grundstein für das Unternehmen wurde 2007 als Hobby-Werkstätte des Gründers Mate Rimac gelegt. Ein wesentlicher Teil der frühen Finanzierung kam von Unternehmensengeln und dem Verkauf von eigenen Patenten.
Rimac Automobili wurde offiziell im Jahr 2009 in Sveta Nedelja, bei Zagreb (Kroatien) gegründet, wo geeignete Einrichtungen angemietet wurden.
Anfangs diente Mate Rimacs umgebauter e-M3 als Rimac Automobilis erster Prototyp. Der Gründer und CEO des Unternehmens begann dieses Auto mit 19 Jahren umzubauen: „Ich besaß einen alten BMW E30 (Mj. 1984), den ich für Drift- und Rundkursrennen benutzte. Bei einem dieser Rennen explodierte der Verbrennungsmotor plötzlich. In diesem Moment habe ich beschlossen, ein Elektroauto zu bauen. Nach einem Jahr konnte das Auto fahren, aber ich war noch nicht mit dem Ergebnis zufrieden. Das Auto war schwer, nicht sehr stark und die Reichweite war sehr begrenzt. Aus diesem Grund habe ich begonnen, ein Team von Experten zu bilden, um unsere eigenen Komponenten zu entwickeln, da ich der Meinung war, dass der elektrische Antrieb im Vergleich zu dem, was auf dem Markt erhältlich ist, viel mehr geben könnte. Zu dieser Zeit hatte ich bereits eine klare Vorstellung von meinem ultimativen Ziel. Heute macht harte Arbeit meinen Traum wahr.“

## Modelle

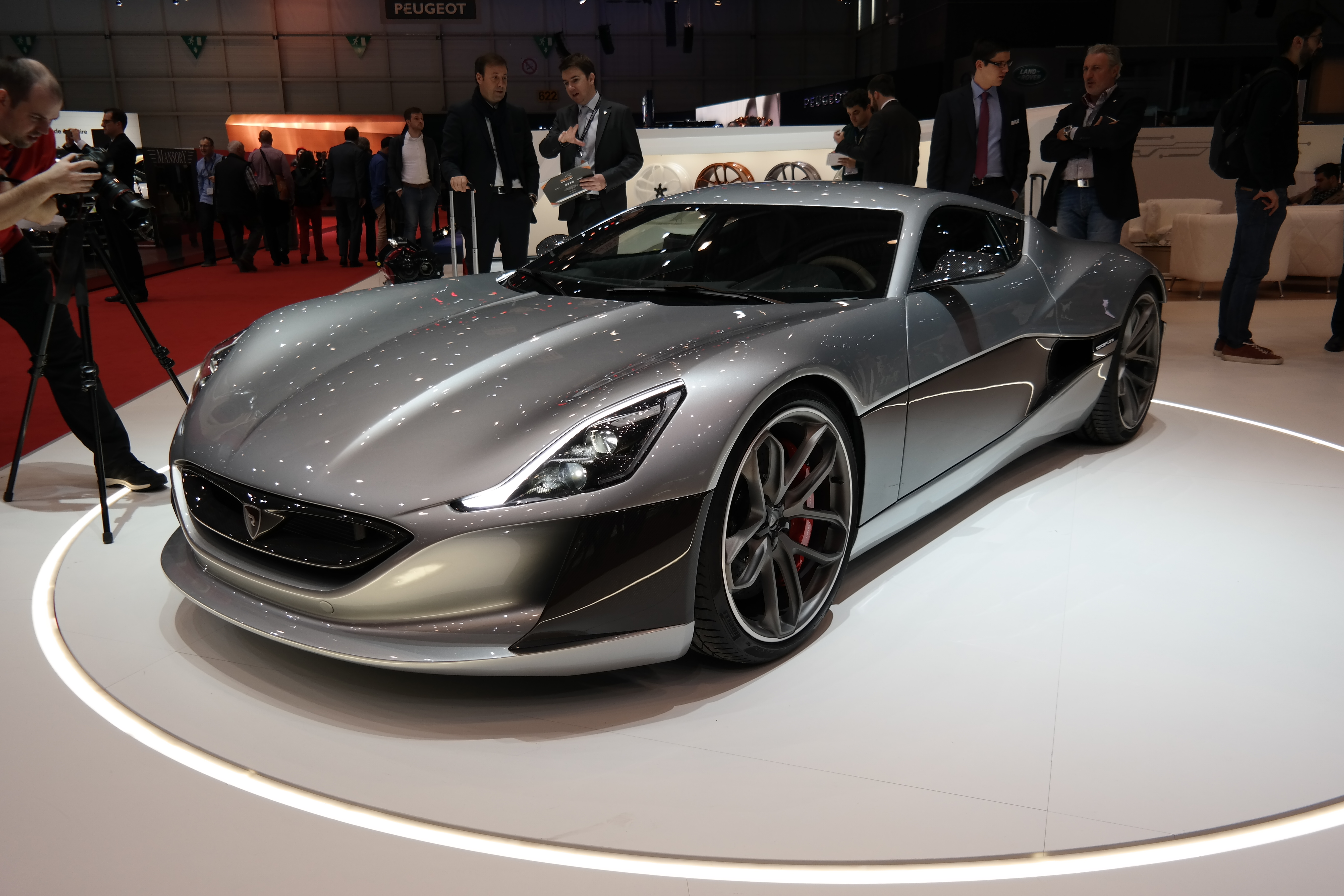
Concept_One

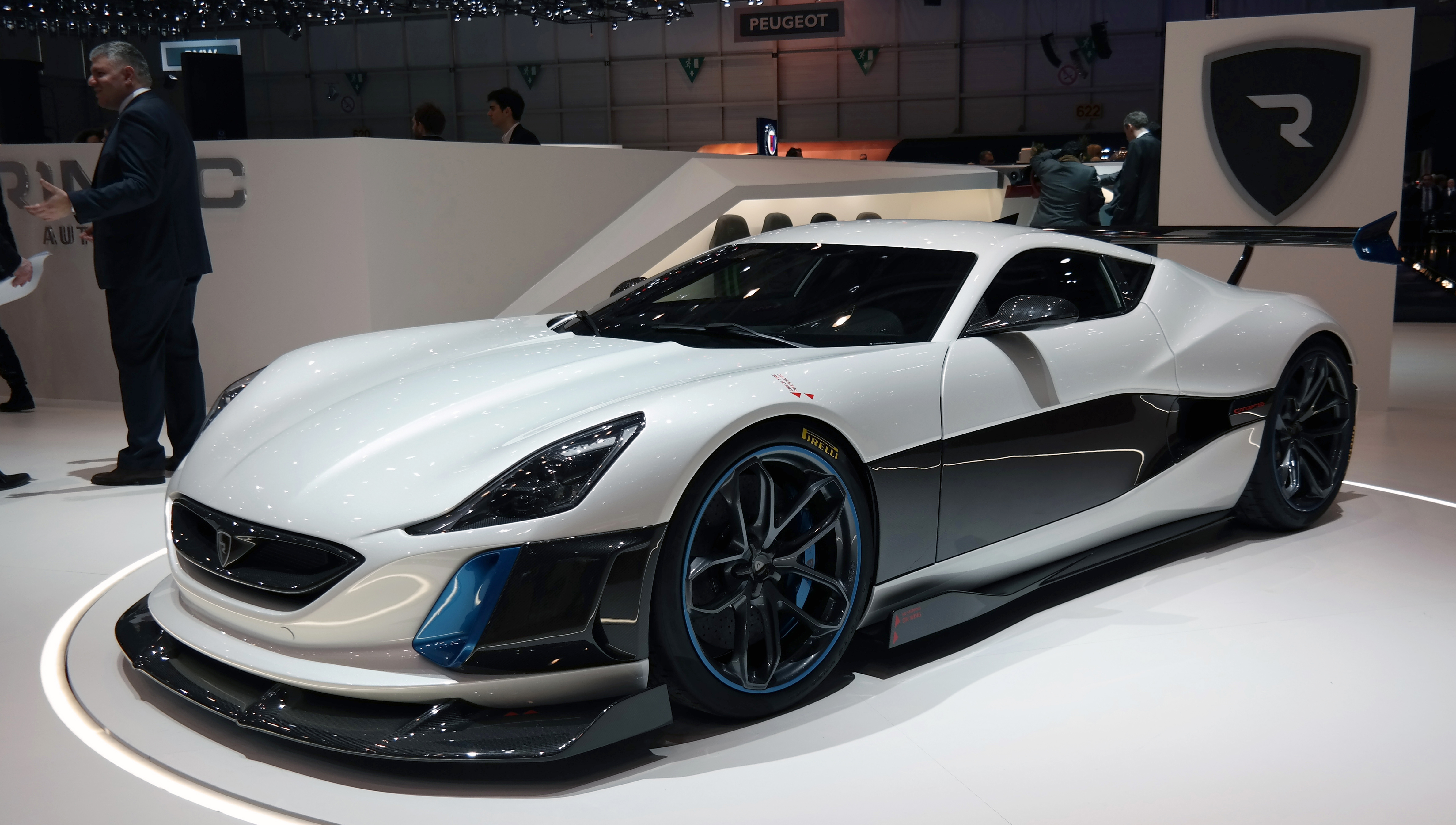
Concept S

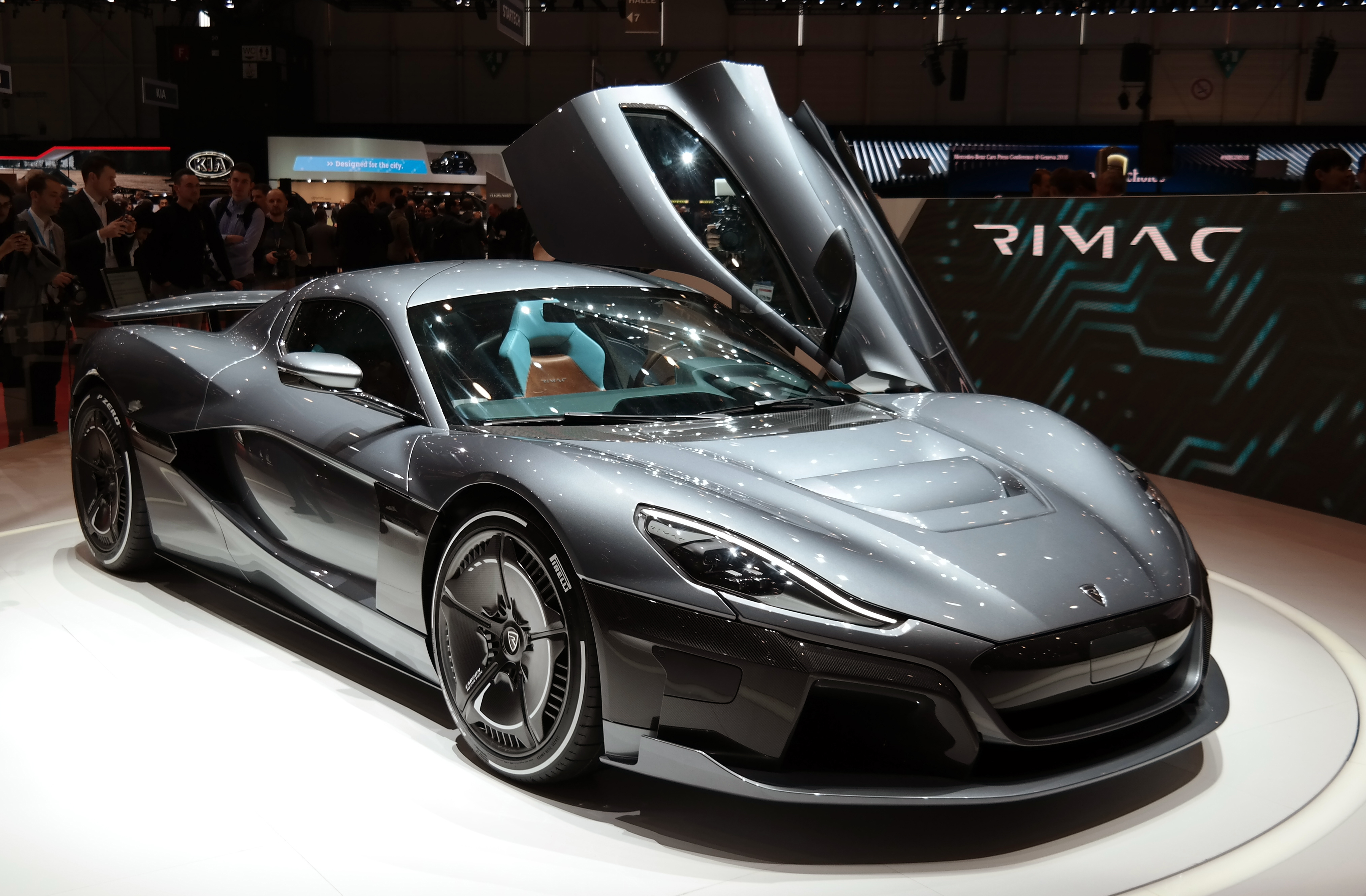
C_Two

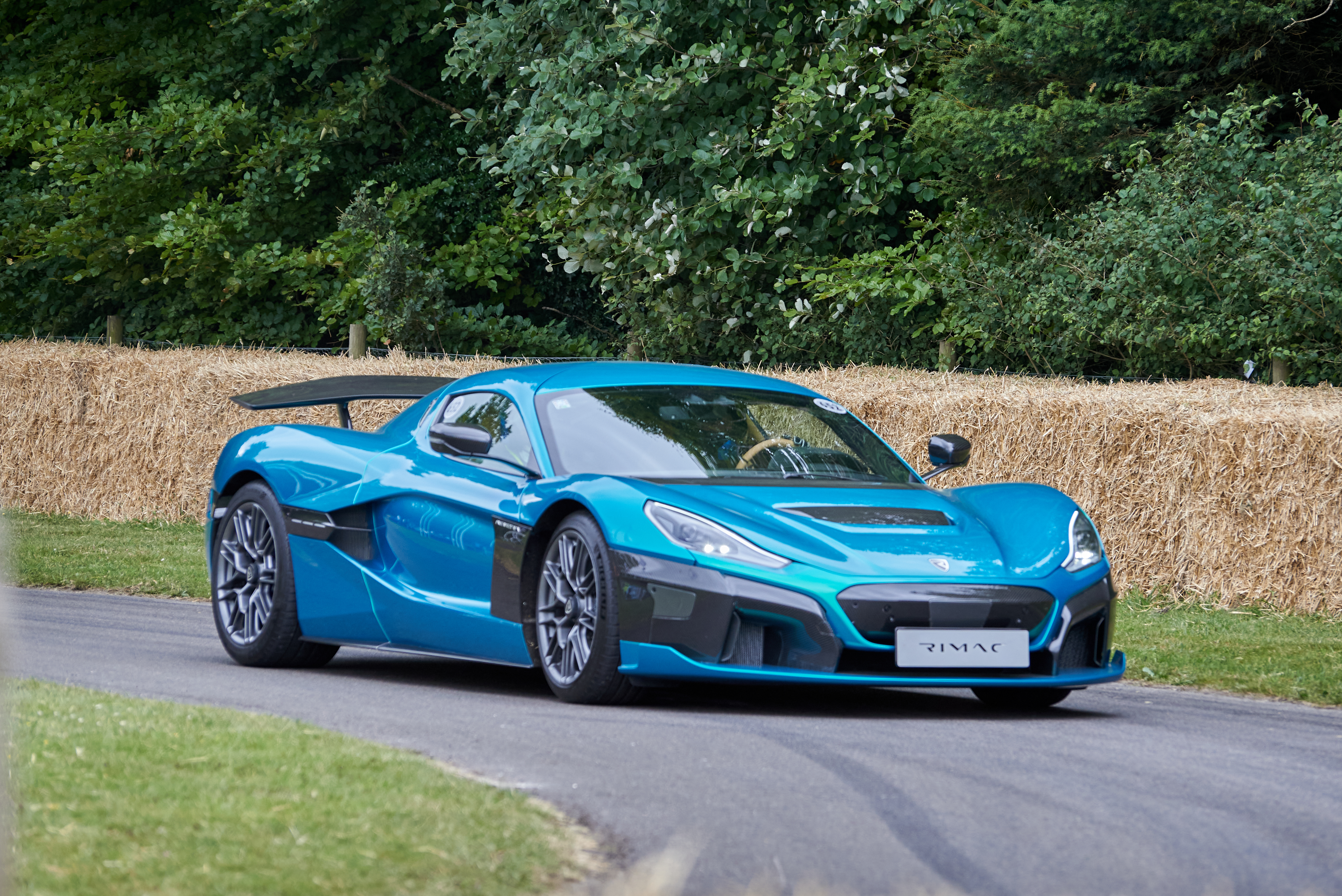
Nevera

### Grünes Monster
Der BMW-E30-Prototyp, von den Designern als „Grünes Monster“ (kroatisch Zeleno čudovište) benannt, war ab 2011 mit einer Beschleunigung von 0 auf 100 km/h in 3,3 s das Elektrofahrzeug mit der schnellsten Beschleunigung in der Kategorie A, Gruppe VIII (Elektrofahrzeug) und Klasse 3 (über 1000 kg). Das „Grüne Monster“ entwickelt eine Leistung von 442 kW (601 PS), ein Drehmoment von 900 Nm und hat eine Höchstgeschwindigkeit von 280 km/h. Nach fünf weiteren Entwicklungsupdates hatte der e-M3 den FIA-Rekord gebrochen und galt offiziell als das Elektrofahrzeug mit der größten Beschleunigung.
Der originale 3er-BMW wurde bei jeder Entwicklungsstufe schneller, leichter und zuverlässiger. Hier erkannte Mate Rimac, dass sehr wenig vom Serienfahrzeug übrig blieb und entschied sich ein von Grund auf neues Fahrzeug zu bauen.

#### Rekorde
- Am 17. April 2011 aufgestellte Rekorde:[8]

| Test      | Messwert |
| --------- | -------- |
| 1/8 Meile | 7,549 s  |
| 1/4 Meile | 11,808 s |
| 1/2 km    | 13,714 s |
| 1 km      | 23,260 s |
| 1 Meile   | 35,347 s |

### Concept_One
Der Rimac Concept_One ist ein zweisitziger elektrobetriebener Sportwagen, entworfen und hergestellt von Rimac Automobili. Mit einer Leistung von 800 kW (1088 PS) und 1600 Nm Drehmoment beschleunigt er von 0 auf 100 km/h in 2,8 Sekunden und wird als erster elektrischer Supersportwagen bezeichnet, wie auch als das 2013 am stärksten beschleunigende Elektroauto überhaupt. Bis Oktober 2014 wurden acht Fahrzeuge verkauft. 2016 wurde in der endgültigen Version die Leistung auf 900 kW (1224 PS) verbessert und die Beschleunigung von 0 auf 100 km/h auf 2,5 Sekunden. Die Höchstgeschwindigkeit des Concept_One beträgt dabei 355 km/h.
Es wurde auf der Internationalen Automobil-Ausstellung 2011 in Frankfurt am Main und auf dem Pariser Autosalon 2012 präsentiert. Das erste Auto wurde im Januar 2013 an einen spanischen Kunden ausgeliefert.
Die leistungsstärkere Überarbeitung Concept_S mit Bremsscheiben aus Carbon-Keramik präsentierte Rimac auf dem Genfer Auto-Salon 2016.

### Nevera
Auf dem Genfer Auto-Salon 2018 präsentierte Rimac das Nachfolgemodell als Rimac C_Two. Das Fahrzeug ist auf 150 Stück limitiert und kostet  über zwei Millionen Euro. Das Fahrzeug hat einen Elektromotor pro Rad, alle vier zusammen erreichen 1408 kW (1914 PS) sowie ein Drehmoment von 2360 Nm. Die Höchstgeschwindigkeit gibt der Hersteller mit 412 km/h an, für Endkunden wird das Auto auf 352 km/h gedrosselt. Der Lithium-Mangan-Nickel-Akkumulator ist in den Mitteltunnel eingebaut und hat eine Kapazität von 120 kWh, was für eine Reichweite nach NEFZ von 650 Kilometern reichen soll. Er kann unter optimalen Bedingungen in 22 Minuten von leer auf 80 Prozent geladen werden. Des Weiteren soll das Fahrzeug teilautonomes Fahren der Stufe 4 beherrschen. Dafür sind acht Kameras, ein Lidarsensor, sechs Radarsysteme und zwölf Ultraschallsensoren eingebaut. Die Fahrzeugabstimmung soll sich automatisch an das Wetter sowie die Gemütslage des Fahrers anpassen.
Das Serienmodell wurde schließlich Ende Mai 2021 als Rimac Nevera präsentiert. Nevera ist die kroatische Bezeichnung für einen schweren Sturm. Ursprünglich sollte das Fahrzeug bereits auf dem Genfer Auto-Salon 2020 debütieren, dieser wurde aber kurzfristig wegen der COVID-19-Pandemie abgesagt. Anfang Mai 2024 waren erst 50 Fahrzeuge verkauft. Rimac führt das auf Veränderungen auf dem Markt für Elektrofahrzeuge zurück.

#### Rekorde
Mitte Mai 2023 gab der Hersteller bekannt, innerhalb eines Tages auf dem Testgelände Automotive Testing Papenburg 23 bestehende Leistungsrekorde mit dem Nevera auf straßenzugelassenen Sportreifen gebrochen zu haben. So sprintete das Fahrzeug beispielsweise in 1,81 Sekunden auf 100 km/h, für eine Beschleunigung auf 400 km/h inklusive des folgenden Herunterbremsens bis zum Stillstand benötigte der Nevera lediglich 29,93 Sekunden. Alle Beschleunigungsrekorde seien mit einem Standard-Rollout von einem Fuß auf nicht präpariertem Asphalt erzielt worden.
| Test                    | Messwert |
| ----------------------- | -------- |
| 0–60 mph                | 1,74 s   |
| 0–100 km/h              | 1,81 s   |
| 0–200 km/h              | 4,42 s   |
| 0–300 km/h              | 9,22 s   |
| 0–400 km/h              | 21,31 s  |
| 100–200 km/h            | 2,59 s   |
| 200–300 km/h            | 4,79 s   |
| 200–250 km/h            | 2,00 s   |
| 100-0 km/h (Bremsweg)   | 28,96 m  |
| 0-100-0 km/h            | 3,99 s   |
| 0-200-0 km/h            | 8,86 s   |
| 0-300-0 km/h            | 15,70 s  |
| 0-400-0 km/h            | 29,93 s  |
| 1/4 Meile               | 8,25 s   |
| 1/8 Meile               | 5,44 s   |
| 1/2 Meile               | 12,83 s  |
| stehende Meile (1600 m) | 20,59 s  |
| 0–100 mph               | 3,21 s   |
| 0–120 mph               | 4,19 s   |
| 0–130 mph               | 4,75 s   |
| 0–250 mph               | 21,86 s  |
| 60–130 mph              | 2,99 s   |
| 0–200 mph               | 10,86 s  |

Seit August 2023 ist der Nevera zudem das schnellste elektrisch angetriebene Serienfahrzeug auf der Nürburgring Nordschleife. Die Rundenzeit auf der 20,832 Kilometer langen Strecke betrug 7:05,298 Minuten. Damit ist der Nevera rund 20 Sekunden schneller als der bisherige Rekordhalter, der Tesla Model S Plaid.
Im November 2023 setzte der Nevera mit 275,74 km/h Höchstgeschwindigkeit einen neuen Guinness-Weltrekord im Rückwärtsfahren. Der bisherige Rekordhalter, der Caterham 7 Fireblade, lag bei 165,09 km/h.

## Teilefertigung
Rimac war auch verantwortlich für den KERS-Hybridantrieb in Aston Martins neuem Supersportwagen, dem Valkyrie. Das Unternehmen produziert außerdem das Batteriesystem für Koenigsegg Automotive (speziell für den Koenigsegg Regera) und Jaguar, sowie auch für andere Autohersteller, und entwickelte Infotainmentsysteme für Renault. 2018 trat sie in eine technische Partnerschaft mit Pininfarina ein, dessen neues Fahrzeug, der Pininfarina Battista, auf der gleichen Plattform wie der Nevera basiert.
Rimac war auch an der Produktion von Antriebssträngen und anderen Komponenten für Rennfahrzeuge beteiligt, beispielsweise für Nobuhiro Tajima, mit dem sie mit dem gemeinsamen elektrisch angetriebenen „Tajima Rimac E-Runner Concept_One“ beim 2015 Pikes Peak International Hill Climb debütierte. Das Auto beendete das Rennen auf dem zweiten Platz, vor allen Autos mit Verbrennungsmotor.
Seit 2019 kooperierte die Hyundai Motor Group mit Rimac und investierte 80 Millionen Euro in Rimac. Aus dieser Kooperation heraus sollte Hyundai und Kia bis 2020 jeweils ein neues leistungsstarkes Elektroauto herstellen. Seitdem wurde von Hyundai allerdings noch kein Produkt präsentiert und 2022 kamen Gerüchte über die Beendigung der Kooperation auf.
2021 wurde Bugatti von VW über Porsche nach Rimac durchgereicht. Um dies mit verschiedenen Anteilseignern zu bewältigen, wurde Rimac umstrukturiert und in Rimac Technology und Rimac Automobili aufgespalten. Rimac Technology wird direkt von der Holding Rimac Group kontrolliert, Rimac Automobili gehört zur ebenfalls neugeschaffenen Bugatti Rimac d.o.o.

## Unternehmensstruktur

### Gesellschafter
Gesellschafter von Rimac mit Stand September 2019:
- 52,06 % Mate Rimac
- 24,00 % Porsche AG[32]
- 19,35 % Camel Group[33]
- 08,06 % China Dynamics[33]
- 04,84 % New Audomovile Development[33]
- 01,61 % Integrated Asset Management[33]
- 01,61 % Adriano Mudri[33]
- 00,81 % Ziad Tassabehji[33]
- 00,04 % Paul Runge[33]

### Tochterunternehmen

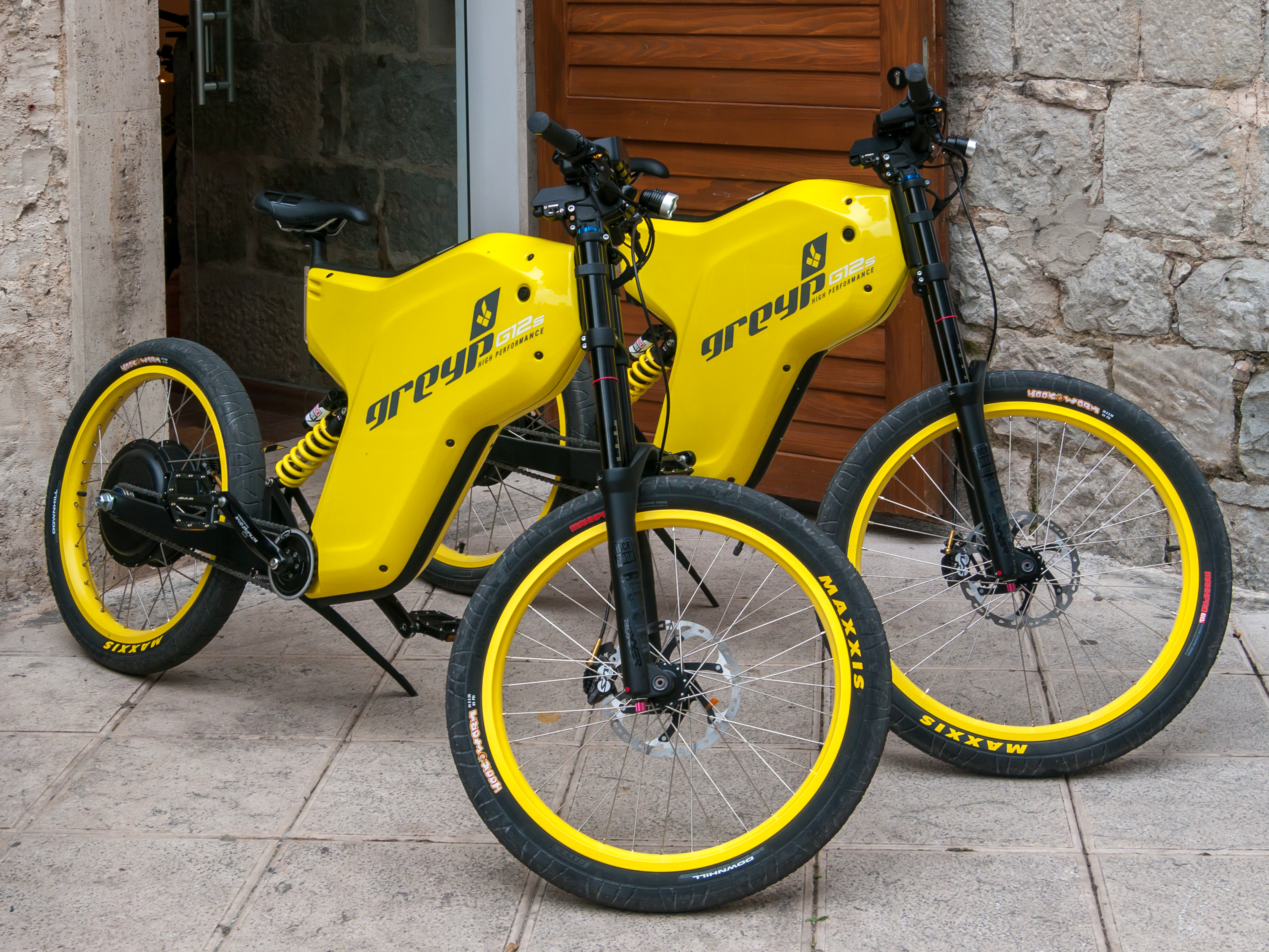
Greyp-S-Pedelecs

Im Jahr 2013 gründete Rimac das Tochterunternehmen Greyp Bikes, mit dem Ziel, leistungsstarke Elektrofahrräder herzustellen.
Greyp wurde 2021 von Porsche übernommen.

### Sponsoring
Im August 2023 wurde bekannt, dass Rimac als Hauptsponsor einer neuen Achterbahn im kroatischen Themenbereich des Europa-Parks (Rust, Baden-Württemberg) fungiert. Die Bahn mit dem Namen Voltron Nevera ist nach dem Flaggschiff Nevera des Herstellers benannt.